# Modelo económico
Se puede entender un modelo económico como una representación (véase modelo científico) o propuesta (véase constructo social) más ampliamente, como un concepto ya sea proposicional o metodológico  acerca de algún proceso o fenómeno económico. Como en otras disciplinas, los modelos son, en general, representaciones ideales o simplificadas, que ayudan a la comprensión de sistemas reales más complejos

Gráfica del Modelo IS-LM. Ejemplo tanto de un modelo matemático como gráfico. La curva IS se desplaza a la derecha, bien por una política fiscal de incremento del gasto o de transferencias, o bien por una disminución de la tasa de impuestos. El equilibrio se encuentra por tanto en Y2 e i2.

Los modelos se usan comúnmente no solo para explicar cómo opera la economía o parte de ella, sino también para realizar predicciones sobre el comportamiento de los hechos y determinar los efectos o tomar decisiones sobre los mismos.
Como sugiere lo anterior, un modelo puede constituir una representación de aspectos ya sea generales o más específicos. Puede tener un papel normativo o descriptivo, etc.
Adicionalmente los modelos económicos pueden generalmente dividirse entre modelos conceptuales, que usualmente poseen un carácter crítico o analítico (ver Criticismo); modelos matemáticos, que buscan ser una representación teórica — utilizando variables y sus relaciones matemáticas — del funcionamiento de los diversos procesos económicos (ver economía matemática) y modelos diagramáticos o gráficos que son la representación de datos, generalmente numéricos, mediante recursos gráficos (tales como líneas, vectores, superficies o símbolos), para que las relaciones que los diferentes elementos o factores guardan entre sí se manifiesten visualmente. (véase también Iconografía de las correlaciones).
En términos metodológicos, un modelo ocupa una posición intermedia entre la realidad y las teorías.

## Características de los modelos
Desde este punto de vista, y como se ha avanzado, los modelos pueden referirse ya sea a aspectos generales o más específicos del área de estudio de la economía. Un modelo es una herramienta de representación de una realidad algo más compleja que el modelo, no obstante el modelo sirve para hacer afirmaciones generales sobre la realidad que representa, y en eso reside su valor, que siendo más fácilmente comprensible que la propia realidad permite hacer afirmaciones sobre la realidad que modeliza. Un buen modelo económico requiere de dos características importantes:
- Simplificación, dado que el modelo debe resultar comprensible y manejable es importante que un modelo económico simplifique algunos aspectos complejos de los procesos económicos. La complejidad real puede deberse a complejidad psicológicas o de interacción entre agentes económicos, limitaciones de recursos, restricciones ambientales o geográficas, requisitos legales o incluso fluctuaciones puramente aleatorias. El modelo debe substituir estas dificultades por otras cosas, conservando una respuesta similar a la realidad que modeliza. La simplificación requiere por tanto una elección razonada de variables y relaciones entre ellas que sean relevantes para analizar y representar la información útil.
- Selección de los aspectos relevantes, un modelo no predice cualquier complejidad existente en un sistema económico, sino ciertas características generales de los mismos que se consideran importantes. Por ejemplo la inflación es un concepto económico general, pero medir la inflación requiere un modelo de comportamiento, por tanto un economista puede diferenciar entre cambios reales en el precio, y cambios en el precio que pueden ser atribuidos a la inflación. Para ciertos aspectos solo los cambios reales son importantes, mientras que para ciertas cuestiones económicas solo el efecto debido a la inflación es importante.

## Ámbito de un modelo
Al nivel de la economía propiamente tal, los modelos pueden ser divididos en modelos macroeconómicos y microeconómicos. Ambas áreas contienen modelos tanto específicos como más generales. Al nivel más general los modelos pueden ser considerados "escuelas" del pensamiento. En el presente las principales incluyen: el Monetarismo, la Nueva economía clásica, la Nueva Economía Keynesiana. Estos modelos se pueden considerar como teniendo una extensión "intermedia" entre los modelos generales de la economía política y los más específicos de la economía propia.
- Los modelos macroeconómicos en general se concentran en mostrar el como las relaciones generales entre consumidores y productores determinan la producción y otras variables.[6] Sin embargo también hay modelos macroeconómicos que se refieren a cuestiones más específicas, por ejemplo: el Modelo de Kalecki, el Modelo de Phillips, el Modelo de Kaldor. Los principales modelos macroeconómicos son modelos de crecimiento. Entre los más conocidos de estos se encuentran Modelo de crecimiento de Solow, el Modelo Harrod-Domar, el Modelo elemental Samuelson-Hicks, etc. A partir de lo anterior se han desarrollados los llamados Modelos completos. También existen modelos que se aplican otras situaciones generales, por ejemplo, el Modelo IS-LM, el Modelo Heckscher-Ohlin (también llamado (modelo H–O), que a su vez ha dado origen a varias otras propuestas o modelos. etc.
- Los modelos microeconómicos "investigan asunciones acerca de los agentes económicos. Un agente económico es la unidad básica de operación en el modelo. Generalmente consideramos que el agente económico es un individuo.... Sin embargo, en algunos modelos económicos, se considera como un agente una nación, una familia o un gobierno. En otras ocasiones, el "individuo" es disuelto en una colección de agentes económicos, cada uno actuando en circunstancias diferentes y cada uno considerado un agente económico".[7] Los modelos microeconómicos más conocidos son: modelo de Competencia perfecta; modelos de Competencia monopolística y competencia imperfecta, modelos de oferta y demanda y asociados (por ejemplo: Modelo de telaraña); modelos de Equilibrio económico (tales como la Teoría del equilibrio general, Equilibrio de Bertrand, Equilibrio de Stackelberg, etc) modelos derivados de la aplicación a la economía de la teoría de juegos (tales como el Equilibrio de Nash) modelos de Discriminación de precios, etc.[8]

Adicionalmente hay variedad de hipótesis, teoremas y "teorías" que pueden ser, y generalmente son, considerados como modelos, por ejemplo: la Función de producción de Cobb-Douglas, el Teorema de Coase; el Teorema Marshall-Lerner; el Teorema de Modigliani-Miller; el Teorema de Sonnenschein-Mantel-Debreu, la Teoría del Segundo Mejor, etc.

## Descripciones y normatividad
Como se ha avanzado, los modelos pueden tener una función descriptiva — que se refiere a como un sistema económico teóricamente funciona — o una normativa, que se refiere a como los agentes económicos (incluyendo la sociedad en general) deberían comportarse o el cual debería ser el objetivo de la disciplina (por ejemplo, Alfred Marshall postulaba que el propósito de la economía, como ciencia, es "eliminar la pobreza".).
La función normativa es más evidente a nivel de economía política. Desarrollos en la teoría económica pueden ser usados para apoyar ciertas posiciones políticas, que a su vez dan origen y prestan apoyo a propuestas que favorecen ciertas interpretaciones de la teoría económica (ver, por ejemplo, Ordoliberalismo; Escuela crítica; Escuela austríaca; Escuela de Economía de Chicago; Postautismo; etc.
Es a ese nivel que un modelo adopta más claramente su carácter de propuesta, o constructo social acerca del funcionamiento de la economía, con un uso general en las ciencias políticas, sociología, etc.
Pero incluso al nivel más abstracto o técnico, el de los modelos matemáticos, todo modelo económico implica algún elemento normativo, por ejemplo, en las asunciones o supuestos acerca de la racionalidad económica de los actores. En las palabras de Amartya Sen:
“Para evitar el análisis de una realidad humana compleja, la economía ha glorificado el supuesto de la motivación egoísta, extendiéndolo a todas las acciones económicas. Es solo una parte de la verdad: el hombre económico no solamente se sale en ocasiones de los patrones de la racionalidad, sino que está en su naturaleza no comportarse siempre bajo el restringido supuesto de la búsqueda del máximo interés propio. Adam Smith generó una cohorte de defensores del egoísmo como explicación del comportamiento económico a pesar de que su misma obra niega la simplificación del conjunto de motivaciones mediante el arquetipo del agente egoísta. La dimensión ética encierra enormes complejidades, pues el 'homo economicus' habrá de moverse por egoísmo o por otros objetivos según el caso, y el análisis científico deja de ser tan simple como muchos quisieron hacerlo. Pero solo integrando la ética en la economía se puede avanzar en el acercamiento a la realidad. Las normas y valores que guían el comportamiento colectivo tienen, por lo demás, un papel decisivo en el desarrollo de las sociedades. Lo que incita aún más a la economía a preocuparse por las consideraciones éticas como factor indispensable de su análisis.”.
Otras críticas generales a las asunciones económicas, especialmente las de la teoría o escuela neoclásica que constituyen la ortodoxia actual, como siendo normativas incluyen las de Thorstein Veblen, de acuerdo a quien el concepto de equilibrio económico mismo es normativo, implicando -sin prueba- que es de beneficio para la sociedad y los individuos. Veblen considera que la economía ortodoxa es teleológica y pre-darwiniana. Teleológica porque asume que el proceso económico progresa o tiende a una situación estable (el equilibrio a largo plazo) que ni se observa en realidad ni se deriva de algún análisis sino que se asume como un dado con anterioridad a cualquier análisis u observación. Y es predarwinica porque, en la opinión de Veblen, el proceso económico es un proceso darwiniano de evolución, desarrollándose a través del tiempo como respuesta a diferentes y cambiantes circunstancias pero careciendo de propósito o diseño.
La crítica de Piero Sraffa, en su Producción de mercancías por medio de mercancías fue la génesis de varios de los argumentos desarrollados posteriormente por otros autores en la tradición de la llamada economía heterodoxa. Sraffa fue un pensador profundo, cuya crítica forzó a Ludwig Wittgenstein a modificar sus posiciones originales. El centro de la crítica de Sraffa es que la concepción actual del valor económico (ver valor subjetivo) esconde normatividad, estando basada una visión contradictoria y lógicamente defectiva. Esta visión dio eventualmente origen al famoso Debate de las dos Cambridge. La posición de Sraffa se puede resumir así: una teoría del valor que sea lógicamente consistente tiene que volver a la teoría clásica, considerando que es el caso que lo que interesa en la producción es que, al final del proceso, haya un excedente o plusvalía (ver valor agregado). Sraffa avanzó a construir un tal modelo, lógicamente consistente, y que puede ser usado para explicar no solo el precio relativo de los bienes sino la distribución de los ingresos/ganancias. Una implicación clave del modelo de Sraffa es que la determinación de la relación en la distribución de los ingresos entre salarios y ganancias es debida a factores no económicos: esa relación se origina en como se fijan ya sea los 'salarios de subsistencia' o la tasa de ganancia.

## Modelos, teorías y realidad
Roberto Gómez L sugiere que "los modelos en general juegan un papel fundamental en economía puesto que permiten las representación de teorías mediante la simplificación de la realidad. Como argumenta Anisi (1988, pág.. 15): “La utilidad de los modelos es indiscutible, puesto que difícil es encontrar una argumentación económica que no se apoye en algunos de ellos”. ". Entre otros apoyos a esa posición, Gómez cita la posición de von Hayek, quien propone "que un modelo es una representación formal de una teoría en la cual ciertos elementos constituyen abstracciones, mientras otros son ignorados con la finalidad de intentar proporcionar una descripción simplificada de los aspectos más sobresalientes del fenómeno elegido. Los modelos comprenden estructuras, cada una de las cuales es una caracterización bien definida de lo que se pretende explicar. Una teoría sobre el funcionamiento de un sistema, lleva ligado uno o varios modelos que intentan reflejar las principales relaciones del sistema que se consideran relevantes en el contacto de la teoría. por tanto, las teorías no son modelos, sino que incluyen modelos." (op. cit).
Desde este punto de vista la función del modelo puede verse no solo como un intermediario metodológico entre realidad y teoría sino también, como propone Imre Lakatos, poseyendo un papel defensivo de las teorías. Los modelos constituirían el cinturón protector, pudiendo ser modificados, eliminados o reemplazados por otros modelos nuevos con el objetivo de impedir que se pueda falsear la teoría central o núcleo firme. (ver Falsacionismo sofisticado).
Un ejemplo de lo anterior puede verse en la modelizacion del ciertos aspectos del Keynesianismo, primero en el Modelo IS-LM, posteriormente en el Modelo Mundell-Fleming, etc.
Desde este punto de vista, aún si consideramos una propuesta general (tal como la economía de libre mercado) como modelo, esa propuesta general sería inmune a cualquier falsacion, dado, últimamente, que los supuestos, elementos y relaciones implícitas y explícitas encompasados por una teoría nunca pueden ser totalmente reducidos a una situación específica, (Véase Tesis de Duhem-Quine).  Sigue que, cualquiera sea la falla de adecuación entre un modelo y la realidad, es posible que la teoría fuera correcta si las circunstancias fueran diferentes. El modelo, en la otra mano, es manifiestamente incorrecto si sus supuestos y predicciones no corresponden a la realidad. Pero esos supuestos y predicciones son solo un subconjunto de las que la teoría comprende.
Por ejemplo, es perfectamente legítimo señalar que la competencia perfecta no se observa en la realidad -no se encuentran las situaciones o condiciones que asume- Sin embargo, esto no la invalida como teoría o incluso como propuesta. Se puede alegar que los agentes se comportan como si el modelo fuera correcto, pero sucede que en cada caso (mercado) concreto, hay algunos “constreñimientos” que dificultan o deforman la expresión de los comportamientos que predice. Lo que hay que modificar entonces no es la teoría como tal, sino los modelos, a fin de incorporar esas condiciones específicas. Como ejemplo específico: si en la realidad la producción no muestra la flexibilidad (Elasticidad (economía)) que la hipótesis de competencia perfecta implica, difícilmente se determinaran los precios de acuerdo al modelo teórico de la oferta y demanda. Eso se observa en los mercados agrícolas y agropecuarios. Esto no implica que la teoría de la oferta y la demanda, especialmente considerada como abstracción de la realidad, o incluso como propuesta general, sean erróneas, implica que el modelo debe ser modificado en esos mercados.
Por ejemplo, Goodwin, Nelson, Ackerman y Weissskopf aducen que: “Es importante no poner demasiada confianza en la aparente precisión de gráficos de oferta y demanda. El análisis de la oferta y la demanda es una herramienta conceptual útil y precisa que gente inteligente han creado para ayudarnos a ganar una comprensión abstracta de un mundo complejo. No nos da -y no se debería esperar que nos diera- en adición una descripción fiel y completa de cualquier mercado del mundo real.”.
Por supuesto, también se puede sugerir que, si la propuesta general no se observa en ninguna situación real, su utilidad es limitada, y, consecuentemente, es reemplazado ( Popper - ver La lógica de la investigación científica) o cae en el abandono (Lakatos): en la práctica una "teoría más general" de competencia -que incorpore esos “constreñimientos” sería más "correcta", adecuada o útil. Sin embargo, Lakatos nota esa situación no lleva necesariamente al abandono de la propuesta, especialmente al nivel más general. Lakatos observa que los científicos, en la ausencia de una nueva "teoría más general" (generalmente aceptada) prefieren seguir utilizando una teoría "defectuosa" aún sabiendo que sus predicciones no son adecuadas, con preferencia a no tener ninguna: la función de la teoría es guiar la investigación. (nótese que el hecho que algunas propuestas son aceptadas por algunos científicos pero no todos constituye la base del desarrollo de "escuelas del pensamiento" o, en la terminología de Lakatos, "programas de investigación")

## Modelos y formalismo
Hay dos maneras principales de evaluar o validar un modelo. a) la aproximación directa, que envuelve consideraciones de la validez de los supuestos básicos. Y b) la aproximación indirecta, que solo considera si las predicciones que el modelo hace son, o no, correctas.
Milton Friedman es uno de los representantes más conocidos de la segunda posición. Friedman argumenta que el "realismo" de un modelo no debería ser cuestionado a nivel de las  hipótesis subyacentes, sino de las predicciones derivadas del modelo. Es irrelevante, por ejemplo, que las ecuaciones que constituyen el Modelo de telaraña dinámico no se parezcan en absoluto a la realidad, o que la relación de ese modelo con la teoría subyacente sea compleja o que el modelo mismo incorpore supuestos cuestionables, lo que importa y es relevante es si las predicciones que se obtienen del modelo concuerdan con las observaciones empíricas. Si lo son, el modelo es válido, cualesquiera sean los problemas metodológicos.
Lo anterior enfatiza el punto que la función del modelo es práctica, ser guía para la acción. En las palabras de Paul Samuelson: "es mejor tener un modelo con bases inexactas que le da un buen agarre para manejar la realidad que esperar por una mejor fundación o seguir utilizando un modelo con buenas bases pero que no es útil o relevante para explicar los fenómenos que tenemos que explicar"
La posición contraria, generalmente más aceptada, por lo menos a niveles académicos, se preocupa con cuestiones metodológicas de la Teoría formal, tales como Consistencia (lógica), Decidibilidad, reglas de inferencias; tipos de método, etc.
Esto se hace particularmente relevante para modelos matemáticos, los que se conciben, específicamente, como un conjunto de axiomas o definiciones previas — también llamados  postulados o enunciados— datos y asunciones o hipótesis que, mediante algunas reglas de transformación, permiten la creación de teoremas.